# ラオカイ駅
ラオカイ駅(ベトナム語：Ga Lào Cai / 𥩤老街?)はベトナムラオカイ省にあるベトナム鉄道の駅である。隣の河口駅との間に中国国境を有する。

## 隣の駅
ベトナム鉄道
ハノイ・ラオカイ線
ランザン駅 - ラオカイ駅（ - 河口駅 ※昆河線に接続)